# Karadağ

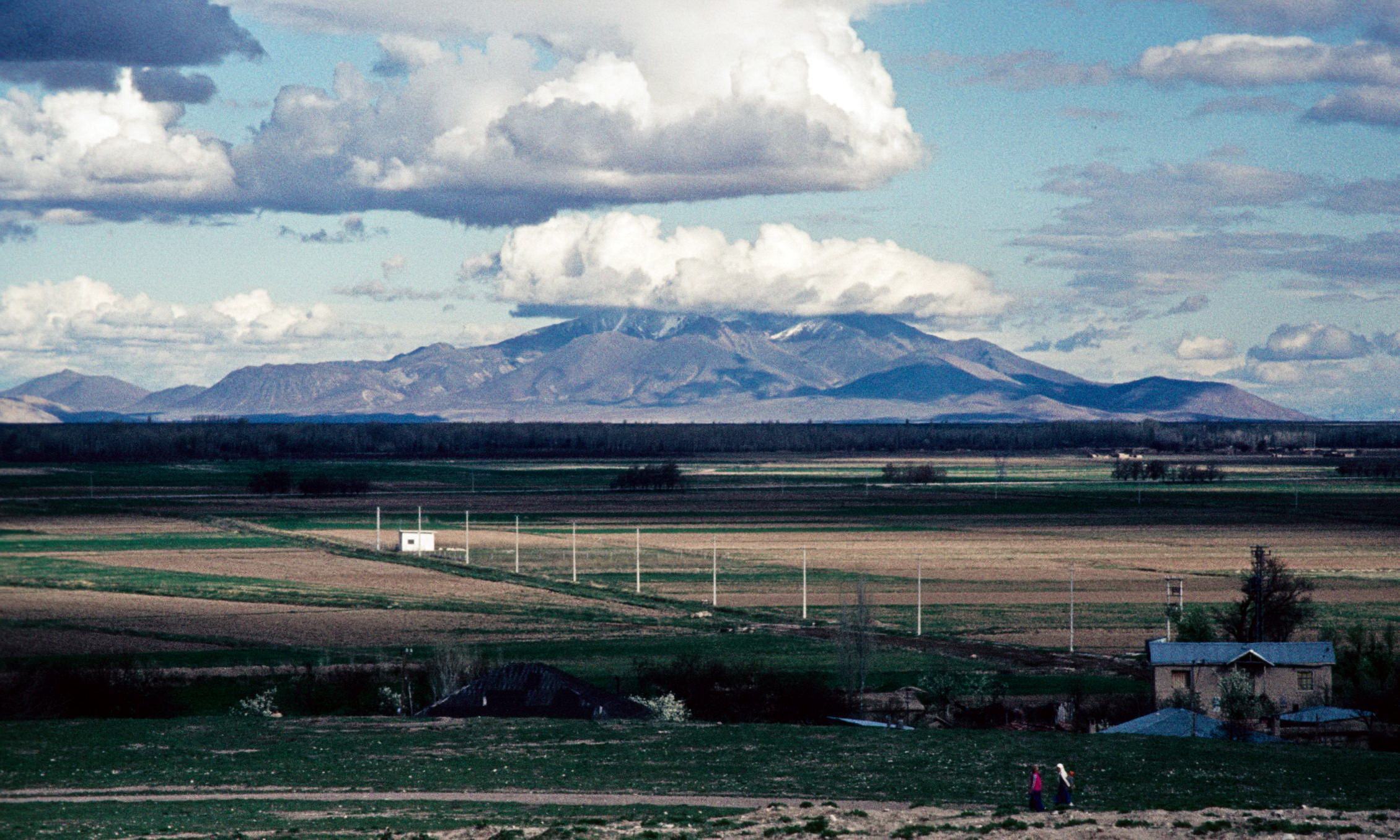
Blick auf den Karadağ-Schichtvulkan bei Karaman von Hotamış (Konya Ovası) aus

Der Karadağ (deutsch Schwarzer Berg) ist ein Bergmassiv in der türkischen Provinz Karaman, etwa 25 km nördlich der Provinzhauptstadt Karaman. Er ist ein erloschener Schichtvulkan (Stratovulkan) und durchmisst etwa 15 km in Nordsüd- wie in Westostrichtung. Sein Krater hat einen Durchmesser von etwa 2000 m. Seine drei Hauptgipfel sind der Mihalıç (auch Mahalıç) Tepesi und der Baştepe (Bozdağ). Der Mihalıç Tepesi im Südosten ist mit 2288 m die höchste Erhebung.

## Historische Bedeutung
Auf der Nordseite bilden zahlreiche byzantinische Kirchenruinen bei den Dörfern Madenşehri (Madenşehir), das als das antike Barata angesehen wird, und Üçkuyu (Değle) die Region Binbirkilise (deutsch 1001 Kirchen). Auf dem Mihalıç Tepesi befindet sich eine Sendestation des türkischen Fernsehsenders TRT.

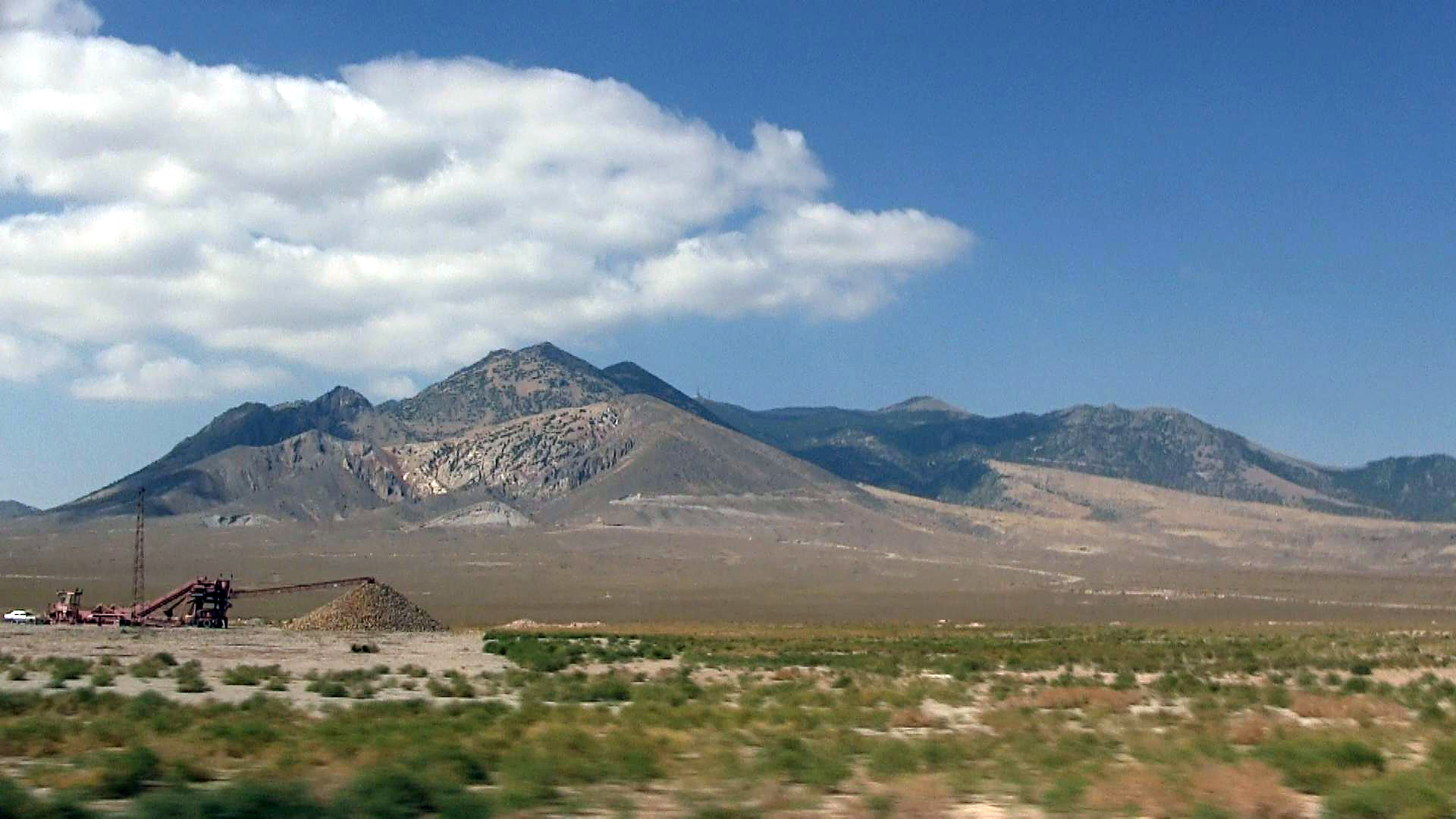
Karadağ-Massiv von Süden

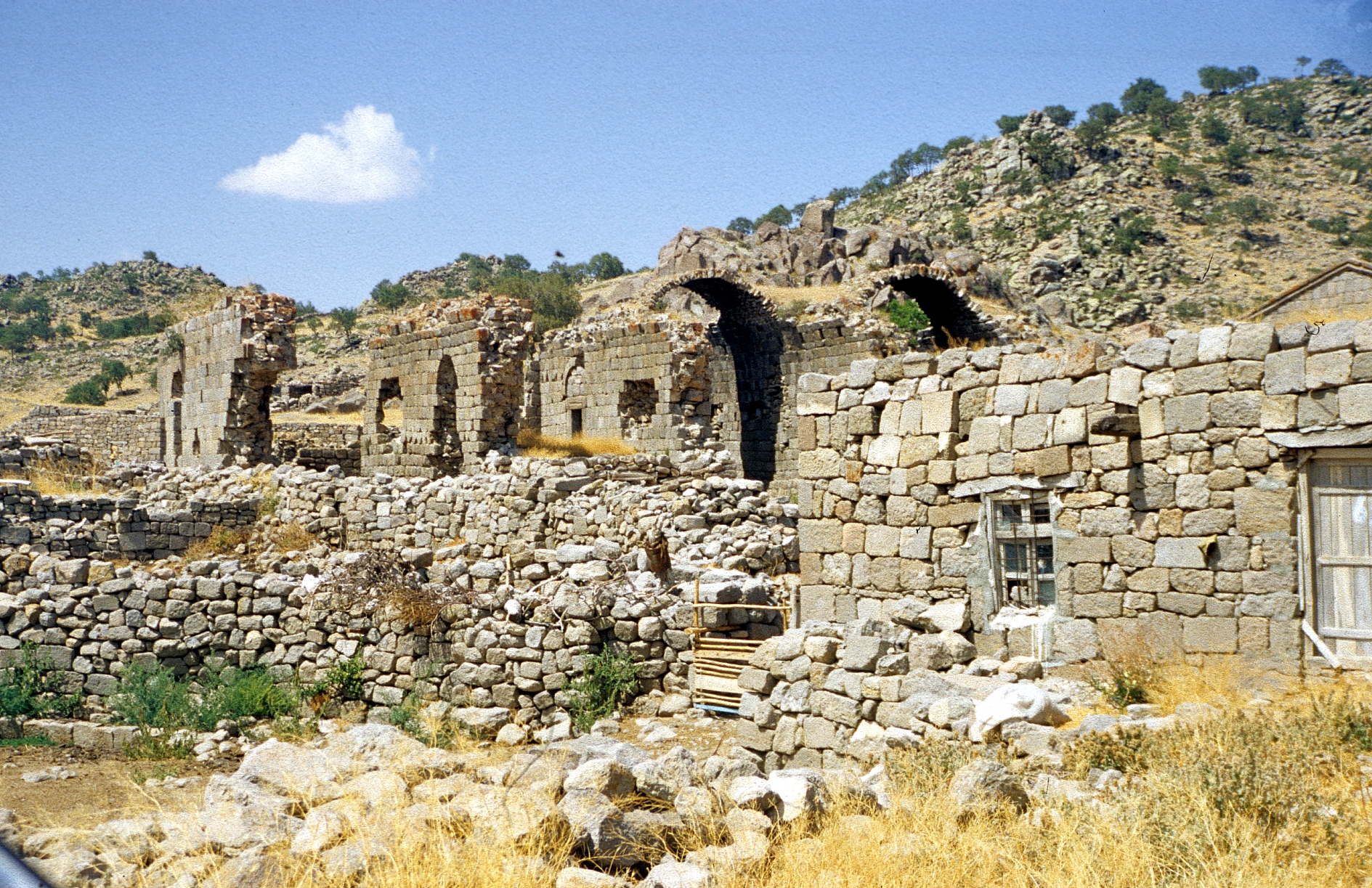
Kirchenruine in Madenşehri im türkischen Gebiet Binbirkilise bei Karaman

Es gibt zudem eine Reihe von historischen Ruinen aus verschiedenen Epochen auf dem Mahalıç Tepesi. Einige von ihnen, eine Kirche und die angrenzende Grabkapelle, gehören zur byzantinischen Zeit, andere, ein Altar und Hieroglypheninschriften, betreffen die Zeit der Hethiter. Auf dem Gipfel des Mihalıç Tepesi befinden sich direkt unterhalb der byzantinischen Kirchenruine zwei hethitische Inschriften in luwischen Hieroglyphen, die Gertrude Bell und William Mitchell Ramsay 1907 entdeckt haben. In der größeren und lesbaren Inschrift wurden folgende Aussagen verewigt: „An diesem Ort hat die Majestät, Hartapu, Großkönig, (dem) Tarḫunza des Himmels, dem Großen Berg (und) allen Göttern Verehrung erwiesen. (Er), der alle Länder eroberte, hat Tarḫunza des Himmels und (allen) Göttern…“ (Übersetzung nach Frank Starke). Da die byzantinischen Ruinen einschließlich der beiden Inschriften heute auf militärischem Gelände liegen, sind sie nur bedingt mit behördlicher Genehmigung zugänglich. Auf dem etwa 15 km nordwestlich davon gelegenen Kızıldağ (nicht zu verwechseln mit dem Kızıldağ bei Madenşehri/Binbirkilise, einem Parasitärvulkan des Karadağ) finden sich Mauern, eine Treppe, am Westhang ein thronartiges Felsgebilde mit einem Felsrelief Hartapus sowie weiteren Inschriften, alles wahrscheinlich unter Hartapu, der sich in Inschriften als Großkönig bezeichnet, im achten Jahrhundert v. Chr. erstellt, nach anderen Forschungsmeinungen bereits kurz nach Ende des hethitischen Großreichs im 12. Jahrhundert v. Chr.

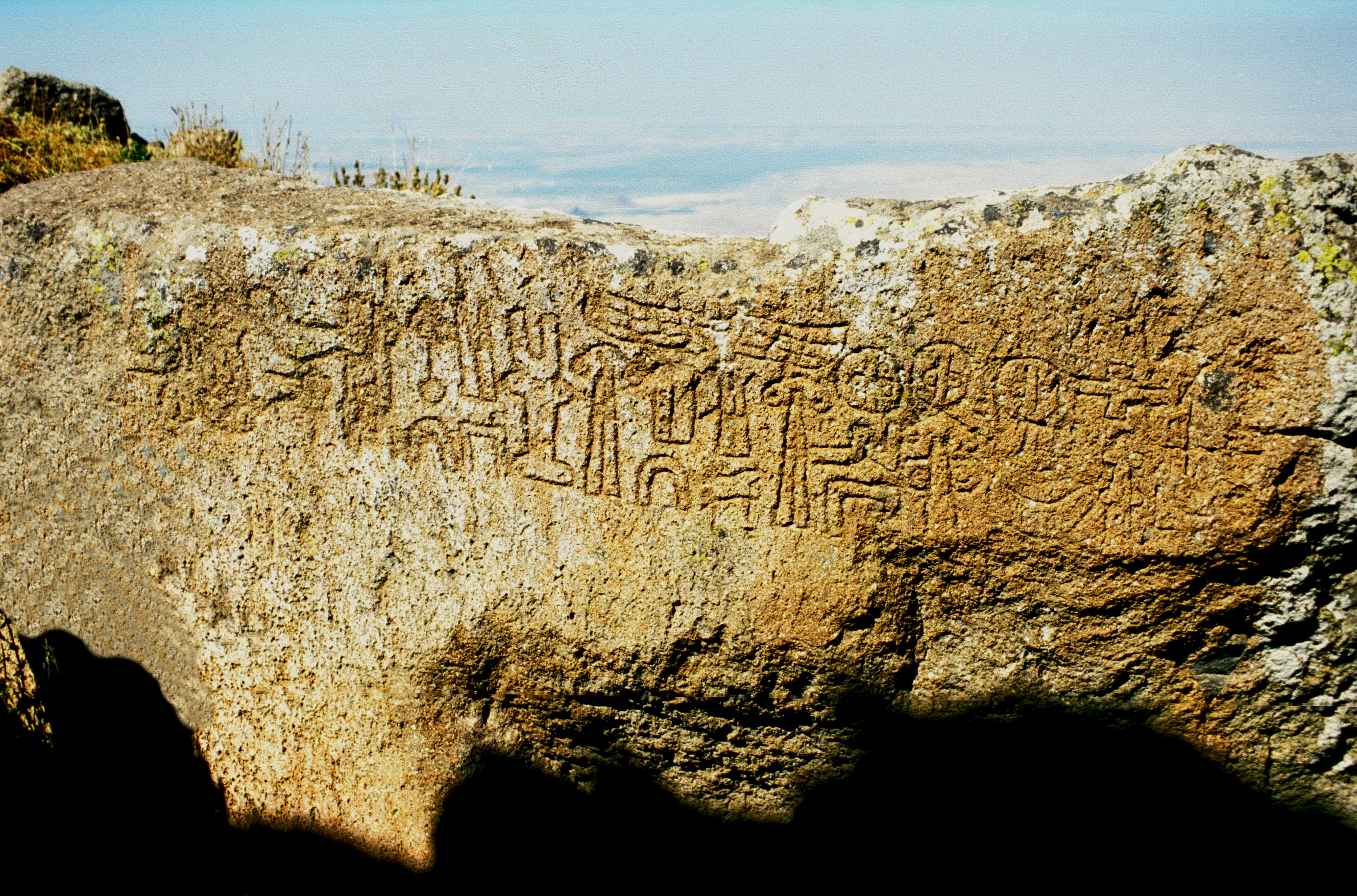
Hethitische Inschrift bei Karaman auf dem Mahalıç Tepesi, dem 2288 m hohen Gipfel des Karadağ

Man geht davon aus, dass der Name des Hügels, der von den Einheimischen Mahalaç Tepesi (Mahalaç-Hügel) genannt wird, eine historische Wortveränderung von Mihaliç ist und der Ursprung des Namens vom Erzengel Michael (Mikhael) stammt. Wohl schon seit der frühen Antike spielte die Region um den Vulkan Karadağ eine besondere religiöse Rolle. Die Kirche auf dem Mahalaç Tepesi wurde auf einem hethitischen Altar und Heiligtum errichtet, wo „Mikhael“ wahrscheinlich einen hethitischen Gott ersetzte. So ist Erzengel Mikhael die christianisierte Form eines Wesens im alten Glauben Anatoliens, wo Höhen immer für den Kult von Mikhael oder vorchristlicher Götter (Berggötter/Yazılıkaya; Regengott/Latmos) gewählt wurden. Damit wurde dieser alte Kultort auch am höchsten Punkt des Karadağ nach wechselnden religiösen Überzeugungen benannt und damit seine „Heiligkeit“ fortgesetzt. Das gilt in ähnlicher Weise auch für die Gipfel des Göz Dağı, des Kızıldağ und des Çatdağı, die als heilige Orte für Rituale im Karadağ genutzt und mit Kirchen besetzt wurden, an die kleine Klostergebäude angeschlossen waren. Ähnlich wird der Berg Meyil Dağı im Südosten von Karaman, auf dem sich Überreste der christlichen Zeit befinden, in osmanischen Dokumenten des 16. Jahrhunderts sowie auch von Reisenden, die die Region Ende des 19. Jahrhunderts besuchten, als Berg Mihail bezeichnet.
Während der Zeit der assyrischen Handelskolonien führte Anitta, ein Herrscher des Fürstentums Kuššara, im Zuge von Kriegen gegen Länder, die nach dem Tod seines Vaters rebellierten, Razzien bis nach Konya durch. Unter Labarna I. wird Karaman im Telipinu-Edikt mit Landa (hethitische Stadt zur Zeit des Großkönigs Labarna) gleichgesetzt, das zu den eroberten Ländern gehörte. Seit der ersten Hälfte des 13. Jahrhunderts v. Chr. gilt die Region Landa als Teil des Landes Tarhuntašša. Dank der Ortsnamen in der Bronzetafel, die 1986 in Boğazköy gefunden wurde, ist bekannt, dass sich das Tarhuntašša-Land weit über ein Gebiet ausbreitete, das sich bis nach Hotamış, Karaman, Göksu, zum Kilikischem Taurus und Beyşehir-See erstreckte. Obwohl die Grenzen des Landes bislang nicht genau bestimmt werden konnten, wurden aus vielen möglichen Orten, basierend auf den Angaben auf der Bronzetafel, unter Berücksichtigung der Verbindungsstraßen, der sozioökonomischen Bedingungen und des Verteidigungssystems, die Ruinen auf dem Kızıldağ und damit das Vulkangebiet des Karadağ als sein Zentrum wissenschaftlich allgemein akzeptiert.

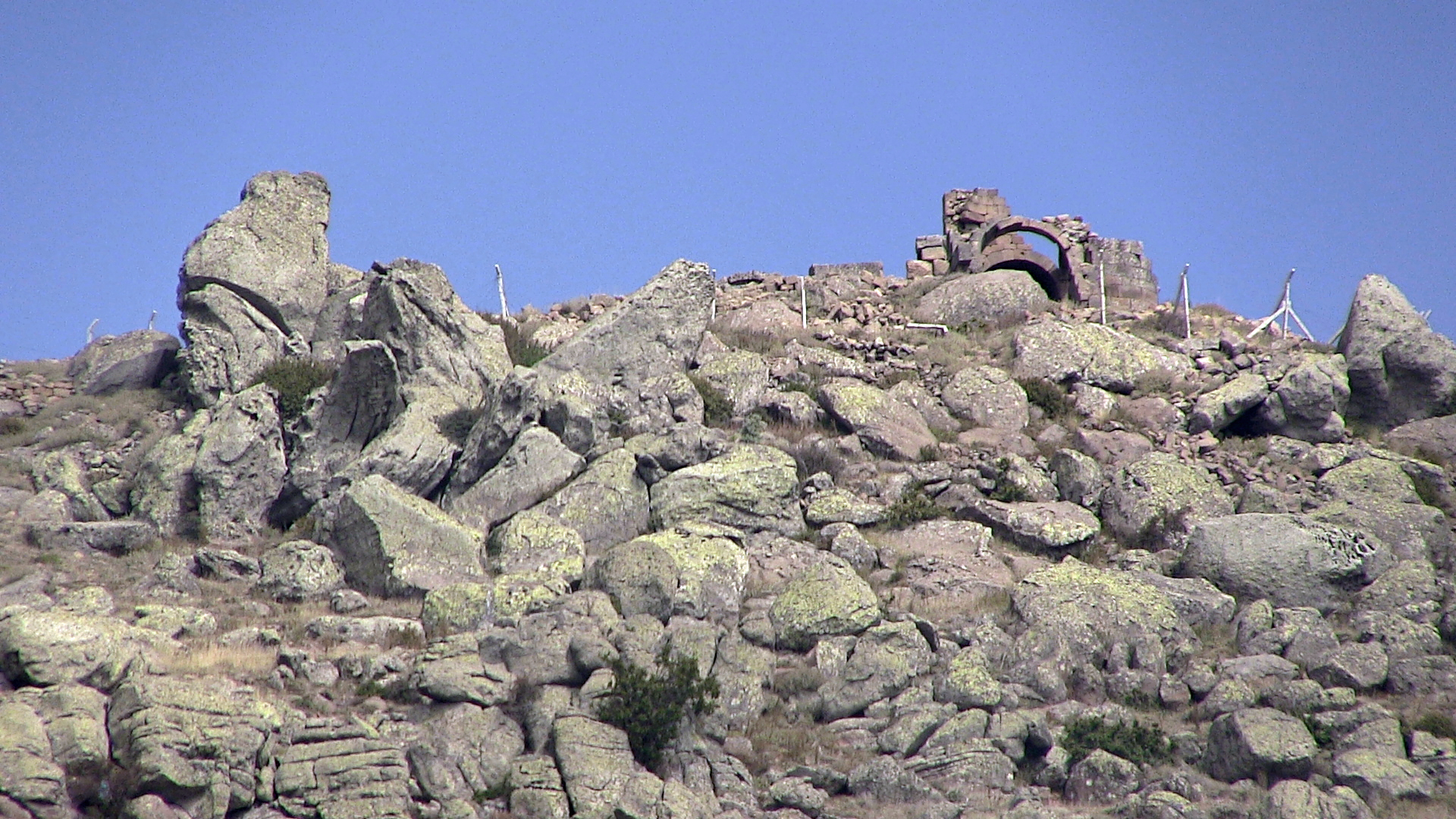
Byzantinische Kirchenruinen auf dem Gipfel Mahalıç Tepesi des Vulkanmassivs Karadağ bei Karaman in der Südtürkei (im militärischen Sperrgebiet)

Eine weitere wichtige Reliktgruppe des Mahalıç Tepesi ist jene bereits erwähnte kreuzförmige Kirche mit Narthex und eine kreuzförmige Kapelle. Im Westen der Kirche befindet sich eine überwölbte Zisterne. Aus den Inschriften auf der Apsis der Kapelle geht hervor, dass das kleine Gebäude neben der Kirche als Grabkapelle errichtet wurde und dort eine Person namens Leontios begraben wurde. Das zugehörige Kloster wurde vollständig zerstört. Sollte der Standort von Barata mit Madenşehir (Binbirkilise) übereinstimmen und die Person in der Grabkapelle, Leontios, identisch mit dem Bischof von Barata sein, stammt die Anlage aus den 5. Jahrhundert.

## Geotektonische Einordnung
Im Anschluss an die alpidische Auffaltung des Taurus im Laufe des Tertiärs senkten sich an seinem Nordrand neogene Sedimentationsbecken ein, in denen sich im Känozoikum an Störungszonen Vulkanite der Kalkalkali-Reihe bildeten. Eines dieser Vulkanmassive ist der Karadağ nördlich von Karaman. Bei radiometrischen Altersbestimmungen ergab sich ein Alterszeitraum von etwa 2,5 Millionen Jahren mit Einsetzen des dortigen Vulkanismus vor ca. 3,2 Millionen Jahren, einer Hauptphase des Vulkanismus etwa vor 1,1 Millionen Jahren und danach langsames Erlöschen des Vulkanismus im Pleistozän. Bis in die Gegenwart werden im Umfeld des Karadağ allerdings immer noch Erdbeben verzeichnet. Eines der letzten, allerdings nicht sehr starken Beben der Stärke 1,5 wurde 25 km nördlich von Karaman am Freitag, 26. Februar 2021, um 16:52 Uhr Lokalzeit, in unmittelbarer Nachbarschaft des Karadağ mit der Lage des Erdbebenherds in 16,3 km Tiefe registriert. Nach Stichen von Laborde aus der Mitte des 19. Jahrhunderts und englischen Fotos von 1880 waren im 19. Jahrhundert z. B. die Kirchenbauten von Binbirkilise (s. o.) noch weitgehend intakt. Fotos aus dem Jahr 1905 dagegen zeigen viele ruinierte Bauwerke, die offenbar bei einem Erdbeben zwischen 1880 und 1905 weitgehend zerstört worden waren.
Der Beginn der vulkanischen Aktivität in der Region Karaman dürfte mit der geologischen Lage Zentralanatoliens zusammenhängen. Der neogene und quartäre Vulkanismus Zentralanatoliens schuf den zentralen Teil des inneranatolischen Vulkanbogens während der Kontinentalkollision zwischen der afro-arabischen und der eurasischen Platte. Er ist eng mit einem komplexen System tektonischer Depressionen verbunden, die mit brüchigen Verformungen vom transtensionalen Typ (Seitenverschiebung) zusammenhängen und im späten Miozän begannen.

## Tektonische Vorgaben
Der Karadağ-Vulkan erhebt sich an der südlichsten Spitze des zentralanatolischen känozoischen Vulkanismus, der parallel zum inneren Taurusgürtel in Nordost-Südwest-Richtung zieht und durch die Vulkangebiete (von Süden nach Norden) des Karadağ, des Karacadağ, des Hasandağı, Kappadokiens und des Erciyes Dağı repräsentiert wird. Tektonische Störungen, die ungefähr eine Parallele zur NO-SW-verlaufenden zentralanatolischen Störungszone am östlichen Ende des Konya-Vulkanismus und entlang der NW-SO-gerichteten Akşehir-Störungszone bilden, gelten als die Hintergründe für Ursachen und Folgen des Karadağ-Vulkanismus. Die entsprechenden Verwerfungslinien des Karadağ-Gebietes erstrecken sich zumeist in südlicher Richtung und bilden eine der wichtigsten tektonischen Strukturen in der Region, die bis zur Gegenwart als aktiv gelten. Dabei sind fünf Hauptstörungen bei der Bildung des Karadğ-Vulkanismus wirksam gewesen.
Eine der Haupt-Verwerfungslinien erstreckt sich vom Nordwesten des Karadağ-Gebietes in SO-Richtung über etwa 9 km bis zu den Ausläufern des Vulkans im Südosten. Eine weitere Hauptstörung verläuft mit einer Länge von ungefähr 10 km im Norden des Vulkanismus in Richtung NO-SW. Eine dritte wichtige, ca. 7 km lange Verwerfung erstreckt sich von Norden in Richtung des Zentrums des Vulkans über Madenşehir nach Südwesten. Die größte, ungefähr 17 km lange Störung verläuft in NO-SW-Richtung über Yuvatepe südwärts, gekennzeichnet durch eine Reihe von vulkanischen Ausbruchsstellen. Die fünfte Haupt-Störungslinie erstreckt sich im Norden über ca. 8 km ziemlich weit vom Vulkan entfernt und im Gegensatz zu den meisten anderen Verwerfungen in O-W-Richtung. Die Vulkangipfel Topakkaya, Yanıkkaya, Yassı Tepe, Göztepe, Karatepe und Çatdağ sowie die im Neogen gebildeten Pilav-, Dümbelek- und Aykırı-Parasitärvulkane zeigen eine Ausrichtung entlang dieser Verwerfungskante im Norden des Berges.
Auch die Reihung der in der letzten vulkanischen Phase im Norden des Karadağ gebildeten Adakale-Vulkane (Kalaylıdağ, Kızıldağ bei Adakale und Karatepe, Bozdağ (Başdağ), Taşkale und Sarıkaya Tepesi) zeigt eine Ausrichtung entlang der Ränder der Verwerfung, die eine Linie vom Norden des Karadağ nach Süden bildeten. Im zentralen Vulkangebiet bilden die Erhebungen von İnilti, Gökseki, Mahalıç, Kartallık, Taş, Kızıldağ (Karacaören) und Küçükkara ebenfalls eine lineare Abfolge, obwohl sie nicht mit einer Störung in Verbindung zu bringen sind. Ebenso zeigen die in der letzten Phase am südlichen Rand des Karadağ gebildeten Vulkan-Parasiten Tekke, Bindağ, Ak, Kara, Camel, Bahar, Kuzay und Kılbasankızıldağ eine Ausrichtung von West nach Ost.

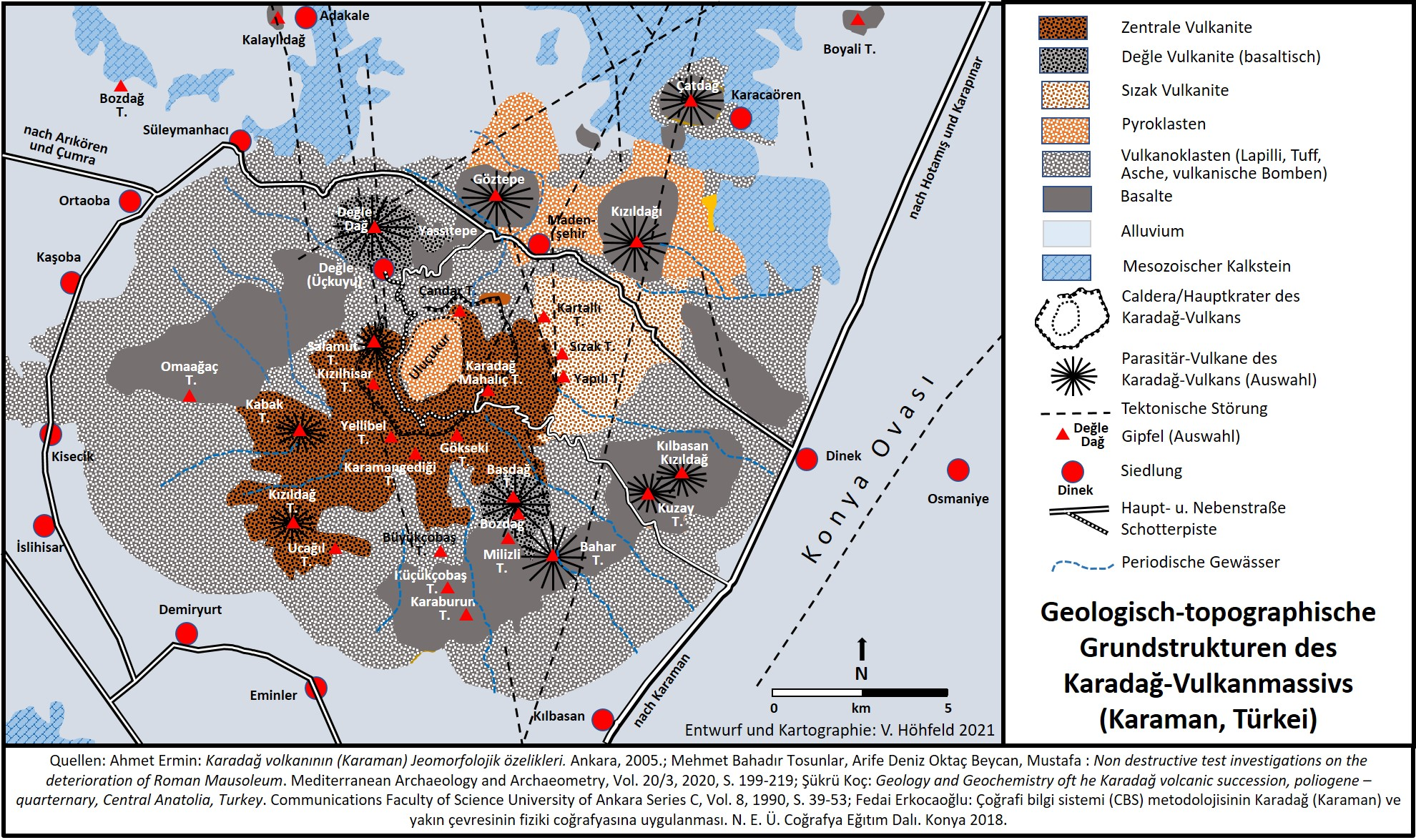
Die Karte zeigt die wichtigsten geologischen, tektonischen und topographischen Strukturen des Karadağ-Schichtvulkankomplexes nördlich von Karaman.

## Geologische Aspekte
Trotz seiner inneren Gliederung und Kammerung erhebt sich der Karadağ-Gebirgskomplex wie eine vulkanische Insel über den zumeist neogen-quartären Untergrundsedimenten der überwiegend flachen inneranatolischen Hochflächen der Konya-Ebene, in der nur an wenigen Stellen älteres Kristallin an die Oberfläche tritt. Er bildet ein wichtiges topografisches Relief in der großen Konya-Karaman-Ebene zwischen 1100 m in der Ebene und 2288 m am höchsten Punkt und erstreckt sich im Nordwesten Karamans über eine Fläche von ca. 600 km2. Er ruht auf alluvialen Sedimenten und Süßwasserkarbonaten des Miozäns, wobei diese größtenteils von Kalksteinen aus dem oberen Jura und der unteren Kreidezeit unterlegt sind. Jüngstes Alluvium überlagert lokal die vulkanischen Sedimente. Tiefe, jüngere Täler haben die Vulkanite des Karadağ radial eingeschnitten und bieten in ihren Querprofilen gute Einblicke in die stratigrafische Abfolge der vulkanischen Bildung des Gesamtkomplexes. Diese in der Türkei häufig zu beobachtende Rillenerosion durch abfließende Gewässer ist an den Hängen des Karadağ wahrscheinlich in byzantinischer Zeit durch Ackerterrassen an vielen Stellen überbaut worden und hat nach der Auflassung der Siedlungen von Binbirkilise ein zweites Mal stattgefunden.
Insgesamt besteht die Karadağ-Vulkanfolge aus vier Ausbruchssequenzen, von denen jede in separaten Perioden ablief. Im Allgemeinen sind die vulkanischen Sequenzen jeweils zweiteilig und umfassen zum einen vulkanisch-plastische, zum anderen Lava-Ausbrüche, die sich über eine vorhandene geologische Landschaftsbasis sedimentierten.
Die älteste aufgeschlossene geologische Landschaftsbasis im Umfeld des Karadağ sind die Kalksteine der Kızılören-Formation aus dem Perm (Paläozoikum), die in einem engen Gebiet (ca. 0,5 km2) im Südosten zwischen den Karadağ-Parasitärvulkanen Bozdağ (Başdağ) und Tilki Kayası ca. 2 km vom Dorf Yuvatepe (Mercik) entfernt im Südosten anstehen. Das Sediment ist stellenweise eine grau-schwärzliche Carbonat-Brekzie, leicht kristallin und mit leichtem Bitumengeruch (Stinkstein). Aus dem Mesozoikum stammt die Karamanoğlu-Formation, die dort ebenfalls zwischen den Vulkanen in einem sehr engen Bereich aufgeschlossen ist. Es handelt sich um ein Flysch-Sediment aus der Oberkreide, die Diabasstücke, Radiolarit und verschiedene Kalksteinfragmente enthält. Der darüber folgende weißlich-grau, grau-bräunlich und weiß gefärbte massive kristalline Süleymanhacı-Kalkstein stammt ebenfalls aus der Oberkreide, enthält stellenweise schwarze Bänder und tritt hauptsächlich in der Nähe von Süleymanhacı und im Çatdağ im Norden und im Westen des Karadağ auf einer Fläche von ca. 30 km2 auf. Im Westen von Süleymanhacı ist er mit Lavaströmen bedeckt.
Die über diesen Basisformationen ausgebreiteten Vulkanite der Karadağ-Region sind im Allgemeinen neogen-quartären Alters, die während fünf verschiedener Phasen in Form von vulkanischen Laven, Pyroklastiken und heißen Vulkanabdeckungen oft mit andesitischer Zusammensetzung gebildet wurden, wobei einige Gesteine zu Daziten tendieren. Die Vulkanite der Karadağ-Region werden (von alt nach jung) wie folgt bezeichnet: Mercik-Andesite, Milizli-Pyroklastika, Kartallık-Sızak-Andesite, Karadağ-Andesite und Değledağ-Bozdağ-Vulkanite.

### Mercik-Andesite
Die Formation der Mercik-Andesite ist die vulkanische Grundsequenz des Karadağ, die sich etwa 3 km vom zentralen Vulkankörper im Mercik-Gebiet im Süden des Karadağ ausgebreitet hat. Die Materialien stammen aus dem oberen Pliozän, sind über die neogenen Schichten verteilt und liegen in Form von kaliumreichem Andesit bzw. andesitischen Laven vor. Mit seiner kernartigen Geometrie repräsentiert die Formation ein monogenes vulkanisches Eruptionszentrum. Diese Sequenz besteht hauptsächlich aus Lavaströmen und untergeordneten Pyroklasten. Einheiten von Lavaströmen sind 1 bis 3 m dick. Mikroskopisch umfassen sie einige Phenokristalle (auskristallisierte Einsprenglinge aus der gleichen Grundmasse) von Plagioklas, Biotit und Hornblende in porphyrischer Textur. Nach radiometrischer Datierung wurden diese Laven vor 3, 2 Millionen Jahren eingelagert. Wahrscheinlich kam es dabei zu mehrfachen starken Explosionen, wobei ältere Vulkanzentren durch spätere Explosionen abgedeckt worden sein dürften. Diese Andesite der Region Yuvatepe sind die ältesten Vulkane des unmittelbaren Karadağ-Gebietes und wurden von jüngeren Parasitärvulkanen durchstoßen. Es sind Vulkanite im Süden von Yuvatepe, am Selvi Tepesi und Seyran Tepesi im Westen sowie in einem sehr engen Gebiet am Yuvatepe, innerhalb der Milizli-Pyroklastika (s. u.) und am Südflügel der Karadağ-Caldera (Uluçukur). Mercik Andesite sind schwarzgrau, hart und langlebig, haben eine massive Struktur und ähneln grobem Basalt, wie man dies auch in Laven am Kızıl Tepe in der Yuvatepe Region mit den gleichen Eigenschaften findet, dort allerdings als normalen Andesit. Diese Andesite haben eine weißlich graue bis schwarzgraue Farbe.

### Milizli-Pyroclastika
Westlich des Bozdağ (Başdağ) Tepesi bilden die Milizli-Pyroklastika eine interessante Kuppenstruktur. Am Bahar Tepesi z. B. schoben sich Tuff- und vulkanische Brekzienschichten infolge des Eindringens von Magma in die neogenen Kalksteine, drückten diese nach oben und bildeten zahlreiche Kuppen. Später wurden die neogenen Kalksteine durch Erodieren freigelegt. Vulkankuppen (heiße klastische Ablagerungen, Tuffe und vulkanischer Schlamm) auf den Kalksteinen bildeten dort eine auffällige Struktur. Auf die weißen, gelben, beigen und roten Tuffschichten über den Kalksteinen legte sich eine Schicht aus heißen vulkanischen Schlammablagerungen. Die Tuffschichten, eine locker strukturierte vulkanische Brekzienformation aus rosa und bläulich grauen andesitischen Kiesen und -blöcken sowie kleinen neogenen Kalksteinkiesen, zeigen Spannungsrisse, die auf das Eindringen von Magma zurückzuführen sind, und bilden Infolge der Erosion Strukturen, die den kappadokischen Tuffkegeln („Feenkaminen“) vergleichbar sind und eine Fläche von ungefähr 1 km2 bedecken. Die Größe der Andesit-Decksteine kann ca. 2–3 m erreichen. Die vulkanischen Gesteine in der Region der Milizli-Gesteine ähneln den kaliumreichen Andesiten von Yuvatepe. Darüber folgt und stapelt sich die Formation der Kartallık-Sızak-Andesite.

### Kartallık-Sızak Andesite
Die Kartallık-Sızak Andesite bilden eine der Hauptsequenzen der Karadağ-Vulkanfolge. Die Ablagerungen erfolgten größtenteils auf der nordöstlichen Seite des Karadağ-Vulkankomplexes. Die Vulkanformation besteht aus mindestens drei monogenen Zentren, die in ihren unteren Partien zwei Teilabschnitte als Pyroklastika und in ihrem oberen Abschnitt Lavaströme aufweisen. Stratigraphisch besteht der unterste Teil der ersten Teilsequenz aus bimssteinreichen Ablagerungen, was auf Sedimentstrukturen von Ablagerungen mit „Grundschwall“ hinweist (glutförmige, Gas- und Staublawine). Bimssteinschichten sind ebenfalls enthalten. Dort werden relativ feinkörnige Schichten von sehr dicken Block- und Ascheablagerungen von bis zu 100 m Mächtigkeit überlagert. Die durchschnittliche Größe der Blöcke beträgt 45 cm. Lokal treten Sediment-Verschweißungen auf. Alle diese Pyroklastika sind überlagert von oder beeinträchtigt durch pyroklastische Ablagerungen wie Lahare und vulkanische Schlammströme. Die Dicke dieser pyroklastischen Einheiten nimmt zu den Flanken hin zu.

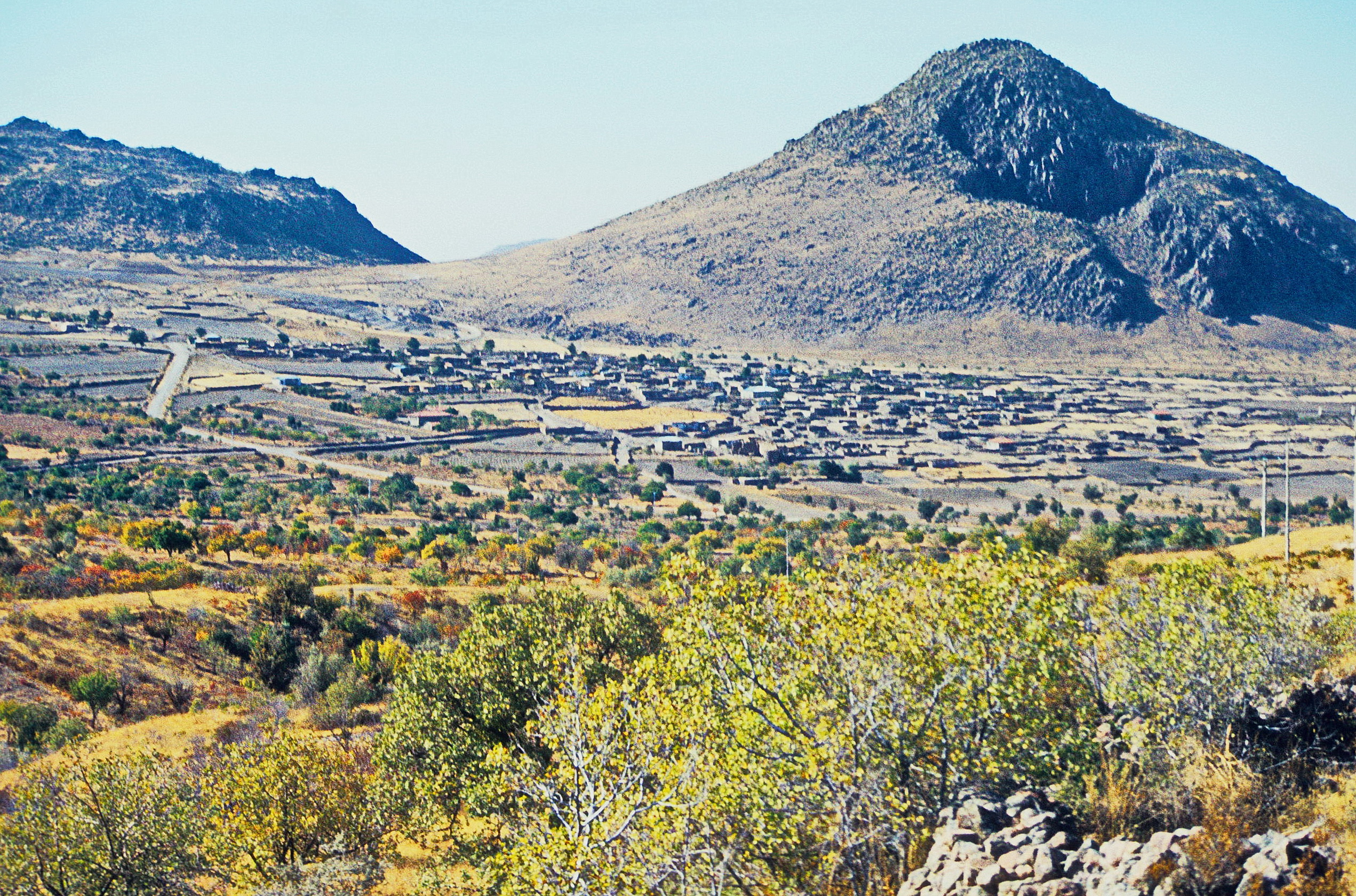
Blick auf die Ortschaft Madenşehir/Madenşehri (Binbirkilise) mit den beiden Parasitärvulkanen Kızıldağ (rechts) und Göztepe (links) des Karadağ

Die zweite Sequenz von Kartallık-Sızak sind Lavaströme mit asymmetrischen kuppenartigen Erscheinungsbildern. Manche sind 1 bis 3 m dick und sind wahrscheinlich aufgrund der ursprünglichen Topographie nach Süden geneigt. Die Datierungen verweisen auf ein Alter von vor 2,05 bis 1,95 Millionen Jahren. Die Vulkanite der Kartallık-Sızak-Andesit-Formation aus dem unteren Pleistozän treten im Nordosten des Karadağ am Kartallık Tepesi und Sızak Tepesi sowie im Kızıldağ bei Kılbas im Süden und an den Standorten Sivri Tepe, Kızıldağ (bei Madenşehir/Madenşehri/Binbirkilise) und Çatdağ im Norden auf. Auch diese rosagrauen, rotgrauen und grauweißen Vulkanite zeigen eine Kuppenstruktur, wo sie z. B. die Süleymanhacı-Kalksteine am Çatdağ durchbrachen und dort eine kugelförmige Struktur bildeten. Sie sind sehr hart und haltbar, mittel- und manchmal feinkörnig und werden aufgrund der geochemischen Analyse als Dazite bezeichnet. Auf die andesitischen Gesteine der Kartallık-Sızak-Schichten folgen Pyroklastika, Tuffe und Bimsstein im westlichen und/oder andesitischen Laven im nördlichen Teil, die durch Karadağ-Aktivitäten abgelagert wurden.

### Karadağ-Andesite (Zentral-Sequenz)
Ablagerungen der Karadağ-Andesite bilden den Hauptteil der vulkanischen Abfolge des Karadağ-Komplexes und befinden sich in den zentralen Gebieten, insbesondere um Bahar Tepesi und Bozdağ (Başdağ). Gesteinsfazies und ihr stratigraphisches Muster ähneln der Kartallık-Sızak-Formation, allerdings sind hier Vulkanoklastika viel weiter verbreitet. Pyroklastische Schwallablagerungen sind typisch für die dortigen Basis-Ausbrüche und gehen seitlich und vertikal in andere pyroklastische Ablagerungen über. Bimssteinreiche und ignimbritische Schichten sind mit grobkörnigen Block- und Ascheeinheiten durchsetzt. Nicht erosive bis erosive grobkörnige Einbettungen und Ablagerungs-Unregelmäßigkeiten lassen darauf schließen, dass derartige Block-Asche-Einheiten als Massenströme sedimentiert wurden. Vertikal wurden pyroklastische Einheiten bis zu Brekzien zusätzlich zu den Lavaströmen eingelagert. Die Lavaflussdicken erreichen gelegentlich bis zu 5,8 m. Brekzien sind sehr grobkörnig, und die mittlere Größe der einzelnen Körner beträgt 35 cm im Durchmesser.

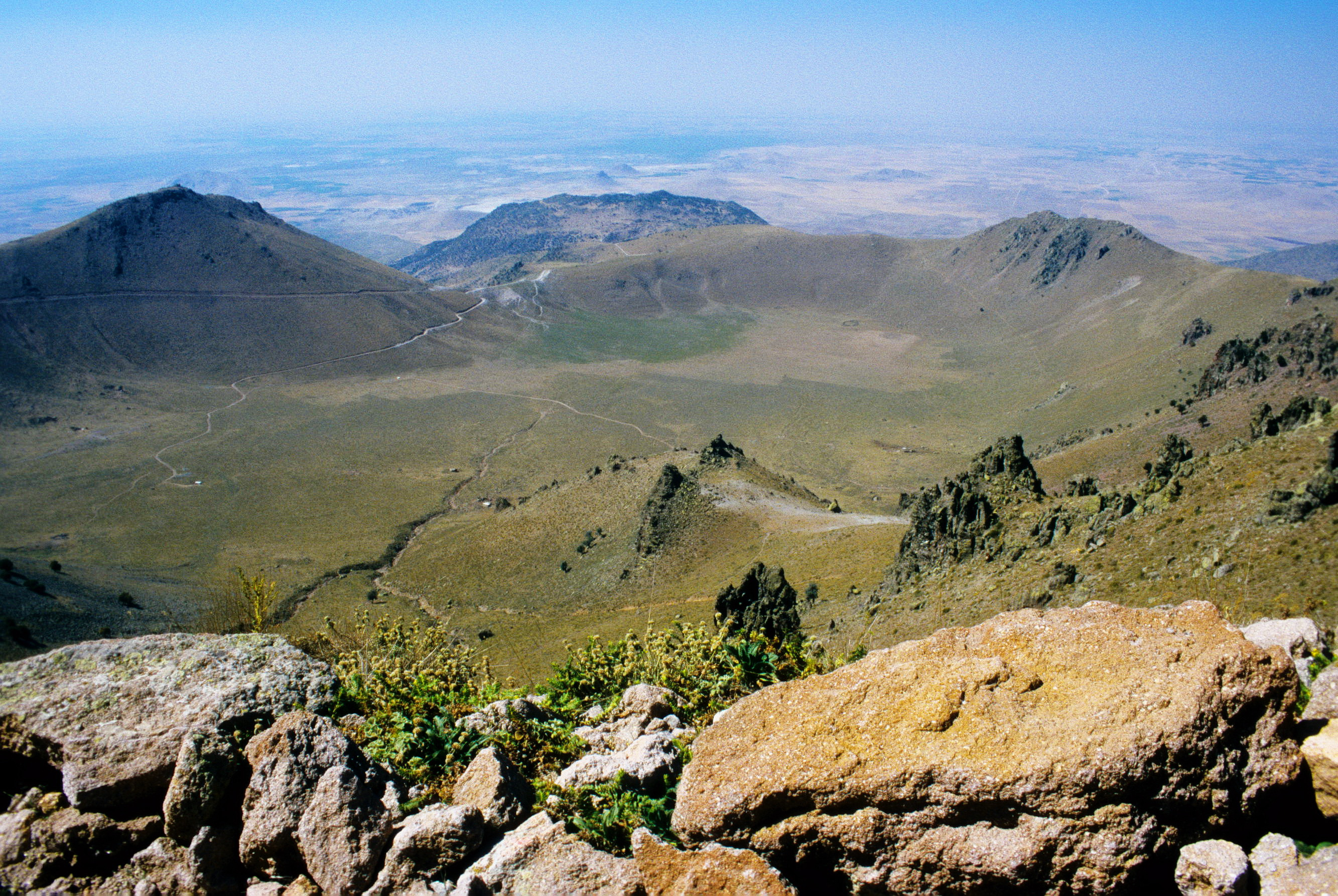
Blick vom Kraterrand des Karadağ-Schichtvulkans in die Uluçukur-Caldera mit Değle Dağı (Hintergrund Mitte), Çandar Tepesi (rechts) und Salamut Tepesi (links)

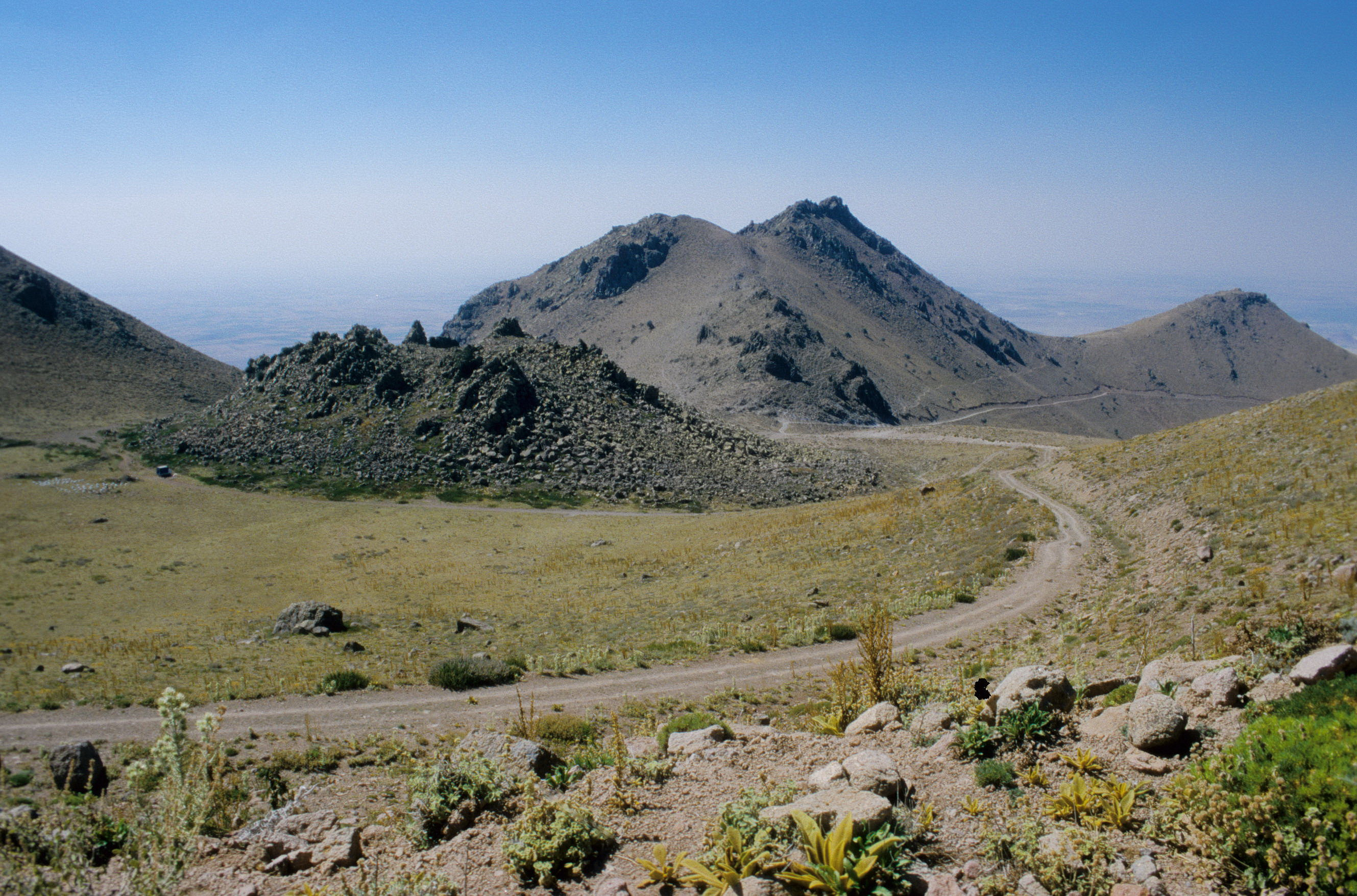
Blick auf den Kızılhisar Tepesi (Mitte) und andere Parasitärvulkane im Westen der Uluçukur-Caldera beim Aufstieg auf den Mahalıç Tepesi, den Hauptgipfel des Karadağ bei Karaman

Die Hauptbildung dieser zentralen Karadağ-Vulkanite wird durch den Eruptionsmechanismus aus einem Caldera-Zentrum heraus erklärt. Mit der vulkanischen Aktivität des Karadağ bildeten sich beträchtliche andesitische Lavabedeckungen, Tuffstein, Vulkanasche und Blockansammlungen mit einer 2 km langen und 1,5 km breiten Caldera und mehreren Vulkankuppen in den Farben Dunkelgrau, Weißgrau und Rosa bis Weiß aus einer engen Eruptionszone, die dem Typ des Mount Pelé vergleichbar ist. Auf den ersten Blick erwecken die Pyroklastika an der Nordflanke der Caldera den Eindruck, dass sie in einer wasserreichen (lakustrinen) Umgebung abgelagert wurden. Diese enthalten wechselnd dünne und dicke Schichten aus Tuff-, Lapilli- und Vulkanbomben: Typische Strukturen einer „Base Surge“-Sedimentation eines relativ partikelarmen, turbulenten, oft auch heißen Gas-(Flüssigkeit)-Partikelgemischs. Manche Schichtstrukturen, z. B. am Karamangediği Tepesi, wurden offenbar als Ergebnis einer Ansammlung von Lava gebildet, die in den ersten Stadien der vulkanischen Aktivität aufgeschichtet wurden. Diese kontinuierlich gebildeten Laven erstrecken sich über eine Fläche von ca. 2 km2 bei einer Dicke von ungefähr 10–15 cm. Darüber liegen Andesitblöcke mit einer Größe von ca. 1–2 m. Tuffe und vulkanische Asche, die als die letzten Produkte der vulkanischen Aktivität angesehen werden, bedecken ein sehr großes Gebiet im Norden. Infolge eines kurzfristigen Ausbruchs wurden zudem in der Umgebung hellgelbe und hellgraue Tuffschichten mit Bimsstein sedimentiert. Bimssteinlagen von 1 bis 50 cm Größe mit einer Gesamtdicke von 2 bis 4 m konzentrieren sich vor allem um das Dorf Madenşehir. Sie enthalten eine kleine Menge Andesitkiese, die die Homogenität des Bimssteins stören. In der Asche des Vulkans befindet sich Hangschutt mit Massen von Bimsstein mit einer Größe von 0,5 bis 10 cm, dunkelbraunem und schwarz gefärbtem Vulkanglas (Obsidian), Andesitkies und Vulkanbomben. Diese Bimssteinflächen sind z. T. allerdings mit ca. 30–40 cm dickem Boden und Hangschutt bedeckt. Dabei liegt das feine Material der Karadağ-Ausbrüche nur in den nördlichen Teilen des Vulkans, was vermutlich auf die Wirkung eines starken südlichen Windes während des Ausbruchs zurückzuführen ist. Die Tuffe um den Krater dagegen wurden hauptsächlich im östlichen Teil konzentriert und durch starken vorherrschenden Wind aus dem Westen verursacht. Die leichten Tuffe, die in der Mitte um die Caldera herum zu sehen sind und anschließend schnell erodieren, traten im letzten Stadium auf. Die Karadağ-Andesit-Aktivität endete mit der Bildung der Caldera. Radiometrische Datierungen zeigen, dass die Karadağ-Andesite vor 1,1 Millionen Jahren auftraten.

### Değle-Dağı- und Bozdağ-Andesite

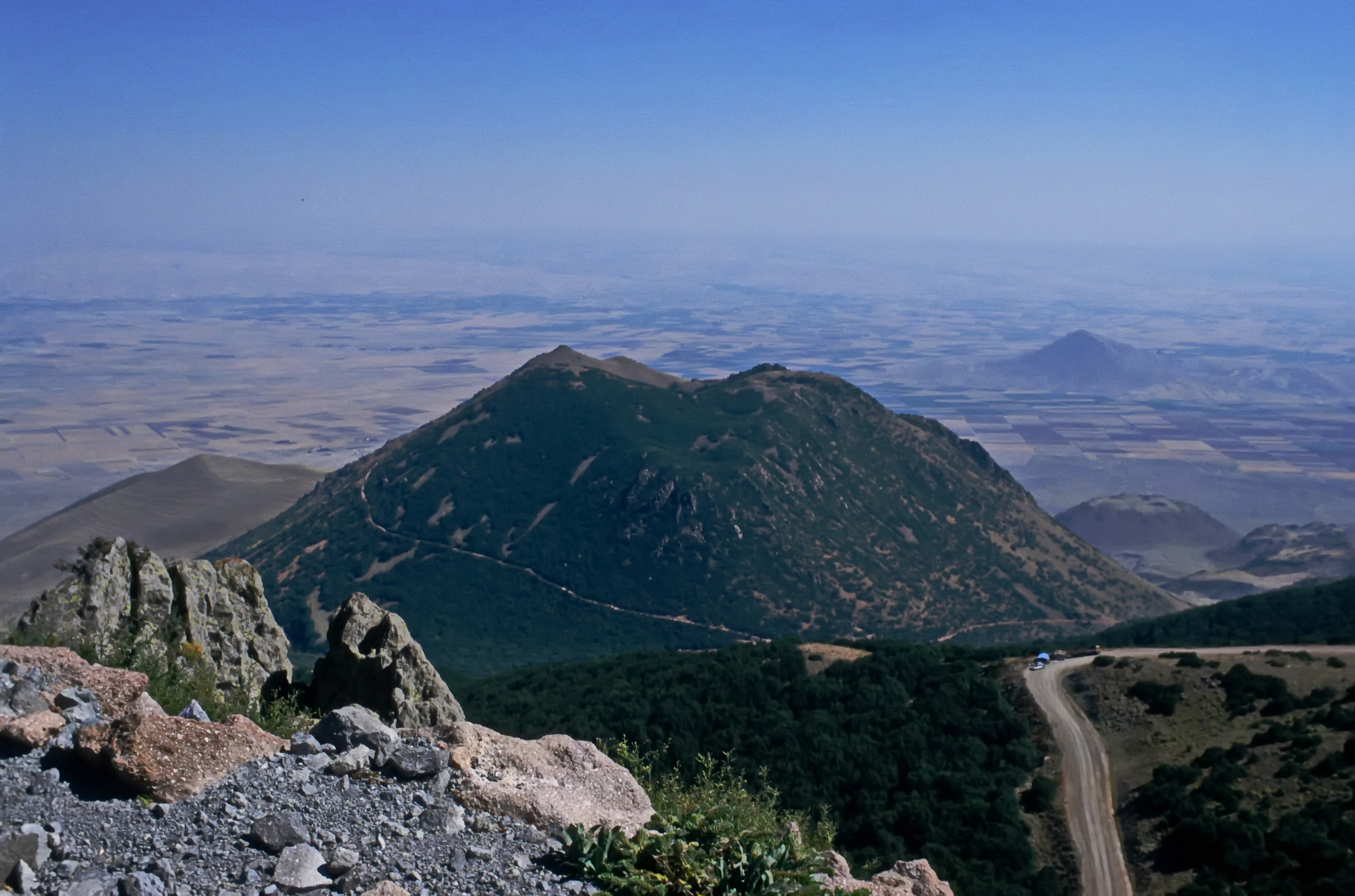
Blick auf den Kegel des Bozdağ-Başdağ, eines parasitären Doppelvulkans auf der Südostseite des Karadağ-Vulkankomplexes nördlich von Karaman

Die Değle-Dağı-Andesite bilden die jüngste Sequenz der Karadağ-Vulkanfolge, die sich hauptsächlich am Değle Dağı im Norden und um den Bozdağ (Başdağ) im Südwesten des Karadağ gebildet haben. Ihre kuppenartigen Reliefe deuten auf monogene Vulkanzentren hin, und ihre pyroklastische Sedimente sind überwiegend feinkörnig und lokal verschweißt. Sie sind von Brekzien und Lavaströmen bedeckt. Die Lavaeinheiten haben eine radiale Verteilung mit einer Neigung von manchmal bis zu 45°. Diese Vulkansequenz ist nicht nur die jüngste, sondern auch die oberste Stufe der Karadağ-Vulkanfolge, wodurch aufgrund der jungen Erosion eine lebhafte Morphologie entstand, als am Ende des Pleistozäns Lavaformationen eingelagert wurden. Der Değle Dağı ist eine Kuppe mit abgeflachter Spitze, steilen Hängen und Tuffen an den Flanken im Nordwesten eines Kraters. Die Felsen sind dunkelgrau, bräunlich, rosa-grau und weißlich-grau. Obwohl der Berg oft als Andesitvulkan beschrieben wird, setzen ihn chemische Analyse eher dem Dazit nahe. Im Değle Dağı gab es einen Lavaaufstieg, der aber aufgrund des niedrigen Drucks den Schlot als Staukuppe ohne Explosion blockierte. Auch der Bozdağ (Başdağ) im Südosten des Karadağ hat die Form einer Kuppe. Genau wie der Değle Dağı hat er ein Ausbruchszentrum. Die Vulkane Büyükçokbaş Tepe, Küçükçokbaş Tepe und Aktepe bilden mit ihm eine Linie bis zu den Mercik-Andesiten weiter südlich, die Ausbruchszentren liegen also in einer Reihe. In den Ablagerungen sind grobe, weißlich graue Feldspate wie am Değle Dağı zu beobachten. Darüber hinaus wurden in dieser Kuppe weitere Parasitärschlote geschaffen. Das Bildungsalter dieser Vulkane ist das obere Pleistozän.

### Adakale-Andesite

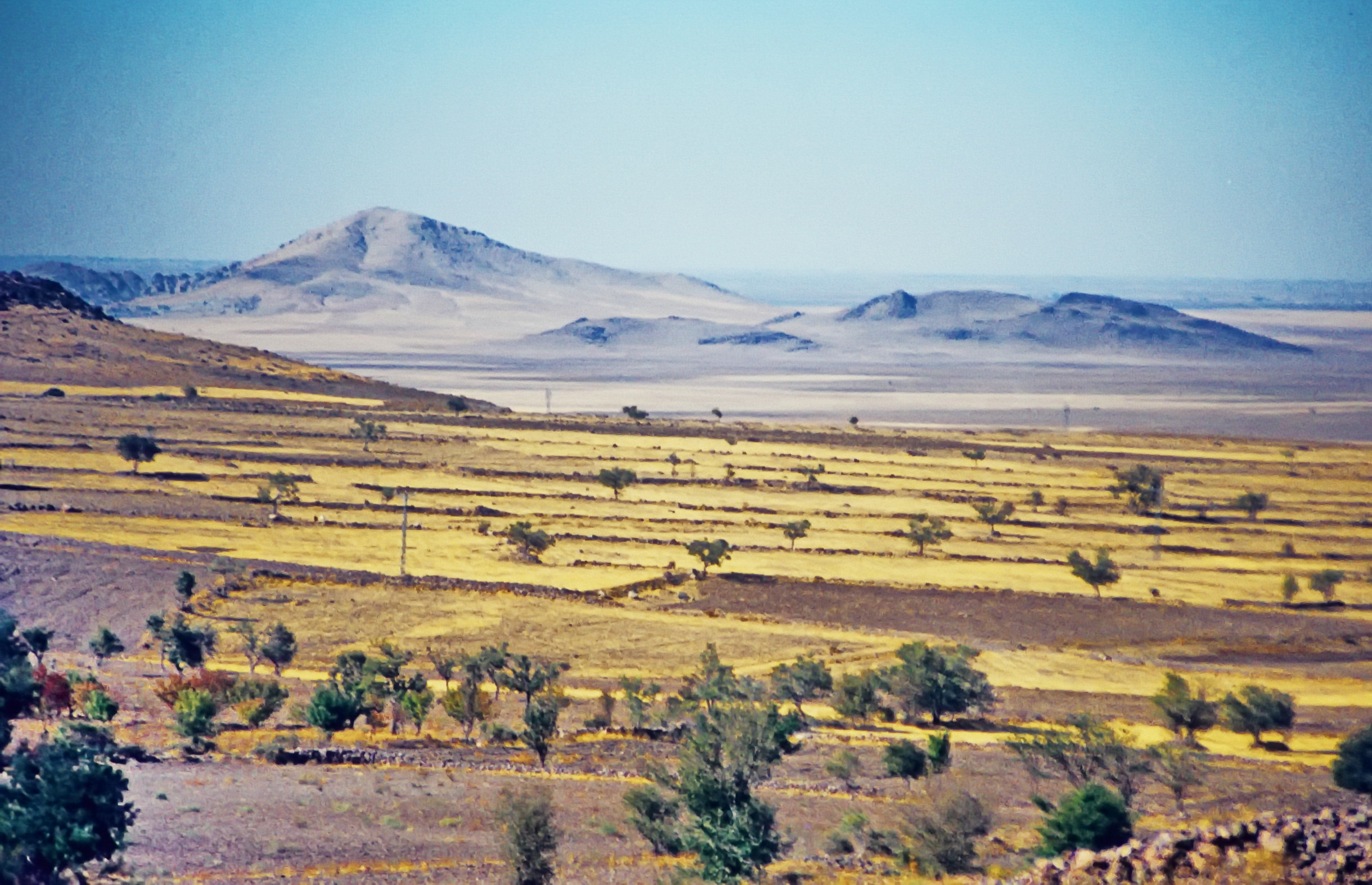
Ältere Vorlandvulkane des Karadağ-Vulkankomplexes im Norden von Madenşehir (Binbirkilise)

Adakale-Vulkanite bilden als weitere Sequenz die nördlichen Ausdehnungen des Karadağ-Vulkankomplexes, sind aber z. T. deutlich älter. Sie bestehen im Allgemeinen aus Andesit und trachytischem Andesit. Stellenweise enthalten sie Tuff- und Agglomeratzusätze. Ihre Farben sind dunkles burgunderrot, grau, rötlich, weißgrau. Die Dicke dieser Vulkanite beträgt etwa 80 m, im Süden des Boğaz (Engstelle) 100 m, im Domaşa Tepesi 40 m, am Kızıldağ 110 m und am İnlidağ 40 m. Die Bildungszeit der Adakale-Vulkane wird zumeist als mittleres oberes Miozän angenommen, ihre jüngsten Ausbrüche (u. a. Kalaylıdağ) allerdings dem Quartär zugeordnet. Damit hat die vulkanische Tätigkeit im Umfeld des Karadağ vermutlich im Norden früher begonnen (vor 11,6 und 5,3 Millionen Jahren) als in den zentralen Teilen des vulkanischen Gesamtkomplexes. Insgesamt scheinen die Vulkansequenzen durch phreatomagmatische Eruptionen entstanden zu sein, die reichlich grobkörnige Pyroklasten enthalten. (Bei einer phreatomagmatischen Eruption kommt Wasser in direktem Kontakt mit dem heißen Magma. Bei der folgenden Eruption kann frische Lava in Form von Klasten und Vulkanasche gefördert werden.) Fragmente in Block-, Kopfstein- und Kiesgröße werden bei den Sequenzen dominieren. Neogene Vulkanite in Zentralanatolien, die in der Nähe und/oder in lakustrinen Umgebungen auftraten, sind relativ feinkörnig, was auf phreatische Explosionen zurückzuführen ist, wie Tuff oder Igrimbrite des Ürgüp-Göreme-Gebiets Kappadokiens. Folglich könnte diese Art von Vulkanismus mit der neogenen Paläogeographie Zentralanatoliens zusammenhängen.
Generell sind folgende beiden Merkmale im Zusammenhang der vulkanischen Entwicklung des Karadağ-Vulkankomplexes charakteristisch: Einerseits ausgedehnte Pyroklastika, andererseits große Lavaergüsse. Während jeder Ausbruchs-Periode wurden pyroklastische Ablagerungen vorwiegend durch explosive Aktivitäten erzeugt und dann Lava eingelagert. Diese Entwicklung legt nahe, dass die jeweilige vulkanische Aktivität jeder Periode sehr bald erlosch und in der nächsten Periode wieder in gleicher Weise aufgenommen wurde. Diese zweiteilige Stratigraphie sowie Versiegen und erneutes Ausbrechen des Vulkanismus hing vermutlich nicht nur mit dem regionalen tektonischen Geschehen zusammen. In Vulkangebieten Zentralanatoliens, in denen Pyroklasten häufig vorkommen, sind gleichzeitig auch lakustrine Ablagerungen weit verbreitet, wobei der Vulkanismus von großen neogenen Seen beeinflusst worden zu sein scheint (alter Konya-See, Tuz Gölü). Andererseits deuten die dicken Lavaeinheiten weniger auf hydrovulkanische oder hydromagmatische Explosionen (Wasserdampfexplosion) hin als eher auf starke magmatophreatische Eruptionen (Magmaexplosion).

## Klimatische Aspekte
Das Gebiet um den Karadağ hat, ebenso wie Karaman, einen halbtrockenen, vom Meer beeinflussten Klimacharakter mit geringem oder keinem Wasserüberschuss in der Jahresbilanz. Die kältesten Monate (Winterhalbjahr) sind regnerisch und die heißesten Monate trocken. Temperatur und Niederschlag variieren stark je nach Jahreszeit und Höhenlage – gerade im Bezug auf den Karadağ selbst. Da es auf dem Berg keine meteorologische Station gibt, wurden die Klimadaten von Karaman (1033 m) zugrunde gelegt und für den Karadağ entsprechend interpoliert: Die langjährige jährliche Durchschnittstemperatur in Karaman beträgt 12,1 °C, und liegt entsprechend (nach der „Lapse-Rate“-Methode: adiabatischer Temperaturgradient um -/+0,5 °C pro 100 m Steigung/Gefälle) am höchsten Punkt des Karadağ, dem Mahalıç Tepesi (2288 m), bei 5,4 °C. Der jährliche durchschnittliche Niederschlag in Karaman beträgt 319,8 mm und gemäß der Schreiber-Formel am Mahalıç Tepesi 1005,6 mm. Die Durchschnittstemperatur in und um den Gipfel sinkt vier Monate lang auf negative Werte und liegt im Dezember, Januar, Februar und März unter 0 °C. Dennoch gibt es dort mediterrane Vegetation, die sich an die regionalen mikroklimatische Bedingungen in engen Grenzen angepasst hat.
Als heißesten Monatsdurchschnitt verzeichnet Karaman im Juli 24 °C, als niedrigsten im Januar 0,6 °C, die Monate mit den niedrigsten Werten sind Dezember, Januar und Februar. Die Höchsttemperaturen liegen für Karaman im Juli und August. Die höchsten maximale Durchschnittstemperaturwerte über viele Jahre wurden in den Jahren 2000 und 2010 mit 40,4 °C gemessen. Der durchschnittliche Jahresniederschlag in Karaman beträgt 319,8 mm, wobei die Verteilung über das Jahr sehr ungleichmäßig ist. Die überwiegende Mehrheit der Niederschläge fällt in den Winter- und Frühlingsmonaten, wobei der Niederschlag im Winterhalbjahr oft als Schnee fällt. Die höchsten gemessenen Niederschlagsmengen an einem Tag erreichten am 23. April 1977 60,7 kg / m² (= 60,7 l/m² = 60,7 mm/m²). Der geringste Regen fällt im Sommer, der höchste in der Wintersaison. Die Tatsache, dass die Frühlingsniederschlagsrate ziemlich hoch ist und die Sommermonate wenig Regen erhalten, ist für die Wachstumsphase der Pflanzen von großer Bedeutung.
Aufgrund der geringen Niederschlagsmenge in der Region gibt es einen sehr geringen Wasserüberschuss (40,9 mm). Andererseits verstärkt eine niedrige relative Luftfeuchtigkeit die Auswirkungen der Dürre in der Region. Die Trockenzeit dauert von Anfang Juni, wenn die Wasserreserve im Boden endet, bis Mitte November. Mit dieser Zeit beginnt die Wasseransammlung im Boden, der Anfang Februar mit Wasser gesättigt ist, was im März und April mit steigenden Temperaturen als Reservewasser verfügbar bleibt und vollständig Anfang Juni aufgebraucht ist, so dass dann Wasserknappheit herrscht. Der Oktober ist wieder nicht ganz trocken, so dass dadurch genügend Wasser für den winterlichen Pflanzenwuchs verfügbar wird. Interpoliert für den Karadağ-Vulkan bedeutet dies: Da die Niederschlagsmenge mit zunehmender Höhe zunimmt, steigt der jährliche durchschnittliche Niederschlag von 319 mm (Karaman; 1033 m Höhe) auf 589,8 mm in 1518 m, 859,8 mm in 2018 m und 1005,6 mm in 2288 m Höhe auf dem Gipfel des Karadağ. Deshalb sind auch Bäume, vor allem Eichenarten, im Karadağ weit verbreitet, und in höheren Lagen nimmt sowohl die Anzahl der Arten zu als auch die Ausbreitungsfläche zu. Deshalb wächst z. B. die Eichenart Querqus trojana auf dem Karadağ auf den hohen Teilen des Karamangediği Tepesi (2000 m), Mahalıç Tepesi (2288 m) und Bozdağ (Başdağ) (2014 m).
Dazu kommt noch, dass infolge der topografischen Bedingungen der Abstieg kühler Luft und die Abkühlung der Luft aufgrund des vorhandenen Schnees am Boden öfters zur Bildung einer Nebelschicht um den und im Karadağ in tieferen Gebieten führen. Diese Nebelschicht ist jedoch normalerweise nicht sehr dick, liefert allerdings regional Feuchte für die bisweilen eher schüttere Basis-Vegetation. Die relative Luftfeuchtigkeit in Karaman ist im Winter höher als im Sommer. Die jährliche durchschnittliche Luftfeuchtigkeit in Karaman beträgt 56,7 %, wobei Nebel in der Wintersaison in Karaman zunimmt. Die jährliche durchschnittliche Anzahl nebliger Tage liegt bei 4,8. Nebeltage gibt es im Allgemeinen zwischen Oktober und April.

## Vegetationskomponenten
Der Karadağ spiegelt weitgehend die charakteristischen Pflanzenmerkmale der zentralanatolischen Region wider, wenn auch nur selektiv. Als Folge von Überweidung sind die vulkanischen Böden im Karadağ nicht sehr ergiebig und erosionsanfällig, somit oft wenig effizient für Pflanzenwachstum. Die Eichen-Gemeinschaften im Karadağ werden deshalb zumeist als „Sub-Klimax-Vegetation“ beschrieben, als ein sekundärer Wald, der sich wegen menschlicher Einflüsse nicht zum Wald entwickeln konnte, gefolgt von zerstörter Waldvegetation über lange Zeiten, als der Karadag starker Beweidung und Holzfällung ausgesetzt war und die Anbauflächen den Berg miteingeschlossen haben – und das sicherlich bereits seit der Antike. Der größte Teil der Flora sind verschiedene an trockene Standorte angepasste Pflanzen (Xerophyten). Deshalb nehmen Steppengebiete in und um den Karadağ eine sehr große Fläche ein. In den höheren Teilen des Karadağ haben sich insbesondere Eichenarten über weite Gebiete ausbreitet und auch „Wälder“ gebildet. Allerdings sind der Karadağ und seine Umgebung hinsichtlich der Vegetation aufgrund von Erosion und Überweidung ein zumeist offenes Gebiet. Obwohl die Waldbestände weitgehend zerstört wurden, sind neben den Restwäldern Buschformationen und viele Kraut- und Grasarten miteinander verflochten. Manche auf dem Vulkan Karadağ wachsende Typen, wie die Kasnakeiche (Quercus vulcanica), die Vulkanraute (Haplophyllum vulcanicum), die Vulkanische Baumwurz (Verbascum var.vulcanicum) oder Astragalus albertshoferi (eine Tragantart), erhielten dort ihre Namen. Da der Karadağ sehr gebirgig ist mit vielen abgelegenen Gebieten unterschiedlicher mikroklimatischer Eigenschaften, ist auch die Anzahl der Endemiten hoch, und obwohl der Karadağ auf den ersten Blick wie andere Berggebiete der zentralanatolischen Region ein äußerst eintöniges Bild in Bezug auf die Vegetation zeichnet, besitzt er einen Lebensraum für 471 Pflanzen. Mehr als 60 von ihnen sind endemisch. Dennoch ähnelt die Karadağ-Vegetation eher der zentralanatolischen Bergflora und liegt weitgehend im iranisch-turanischen Florengebiet mit Einflüssen aus dem mediterranen Raum. Es gibt zwei Hauptvegetationstypen im Karadağ, die Steppen- und Waldvegetation, die sich in Pflanzenverbänden aus verschiedenen floristischen Lebensräumen gruppieren. Die Waldvegetation kommt in Gemeinschaften aus verschiedenen Quercus-Arten vor.

### Steppenvegetation
Da der Karadağ seit langem unter dem Einfluss von Beweiden und Roden steht, hat sich dort eine breite Steppenvegetation entwickelt, die in der Regel nach Höhenstufen gegliedert wird.
In der Tieflandsteppe zwischen 1030 und 1050 m Höhe ist die Beweidung am intensivsten. An Hangpartien kommt es aufgrund von Überweidung in den südlichen Ausläufern des Karadağ zu einer sehr starken Erosion und Pflanzenselektion mit Halbstrauch-Radmelde (Kochia prostrata), Salzsteppen-Wermut (Artemisia santonicum) und Wucherblume (Tanacetum aucheri). Die Steppenareale haben sich dort nicht so dicht ausgebreitet, dass sie in den Flachbereichen eine kontinuierliche Deckung innerhalb der intensiv kultivierten Flächen erreichen. Ihre Verteilung variiert an den Grenzen der Feldgebiete insbesondere auf Brachland. Sie kommen hauptsächlich in tiefer gelegenen Gebieten um Yuvatepe, Mesudiye, Dinek usw. vor und insbesondere in nicht agrarisch kultivierten Gebieten um den Karadağ.
Die Niedergebirgssteppe breitet sich zwischen 1200 und 1550 m Höhe oberhalb der Tieflandsteppe im Süden des Karadağ aus, wo Beweidung und Erosion etwas geringer sind. Die Niedergebirgssteppe zeigt sich in drei getrennten Einheiten: Auf 1200–1400 m Höhe ist die Thymianart Thymus sipyleus ssp. Rosulaner vorherrschend, auf 1250–1450 m Höhe breitet sich die Tragantart Astragalus microcephalus aus, und oberhalb dominiert Walliser Schwingel (Festuca valesiaca).
Die Hochgebirgssteppe ist weniger von zerstörerischen Faktoren, wie Beweidung und Erosion, betroffen. Die dortige Vegetation aus vier verschiedenen Pflanzenverbänden ist im Allgemeinen an den Nord- und Westhängen des Berges und auf den Gipfeln verbreitet. Hier wächst zwischen 1500 und 1700 m Höhe verbreitet Mutterkraut (Andorn oder Orant; Marribium astracanicum), auf 1650–1850 m dessen Unterart Marribium globosum und in 1800–2220 m Höhe der Schmalblättrige Polster-Tragant (Astragalus angustifolius) sowie die Stechnelke (Acantholimon ulucinum). Insbesondere in der Umgebung der Uluçukur-Caldera breiten sich abdeckend Tragant-Arten aus und verringern dort die Erosion.

### Restwälder im Karadağ

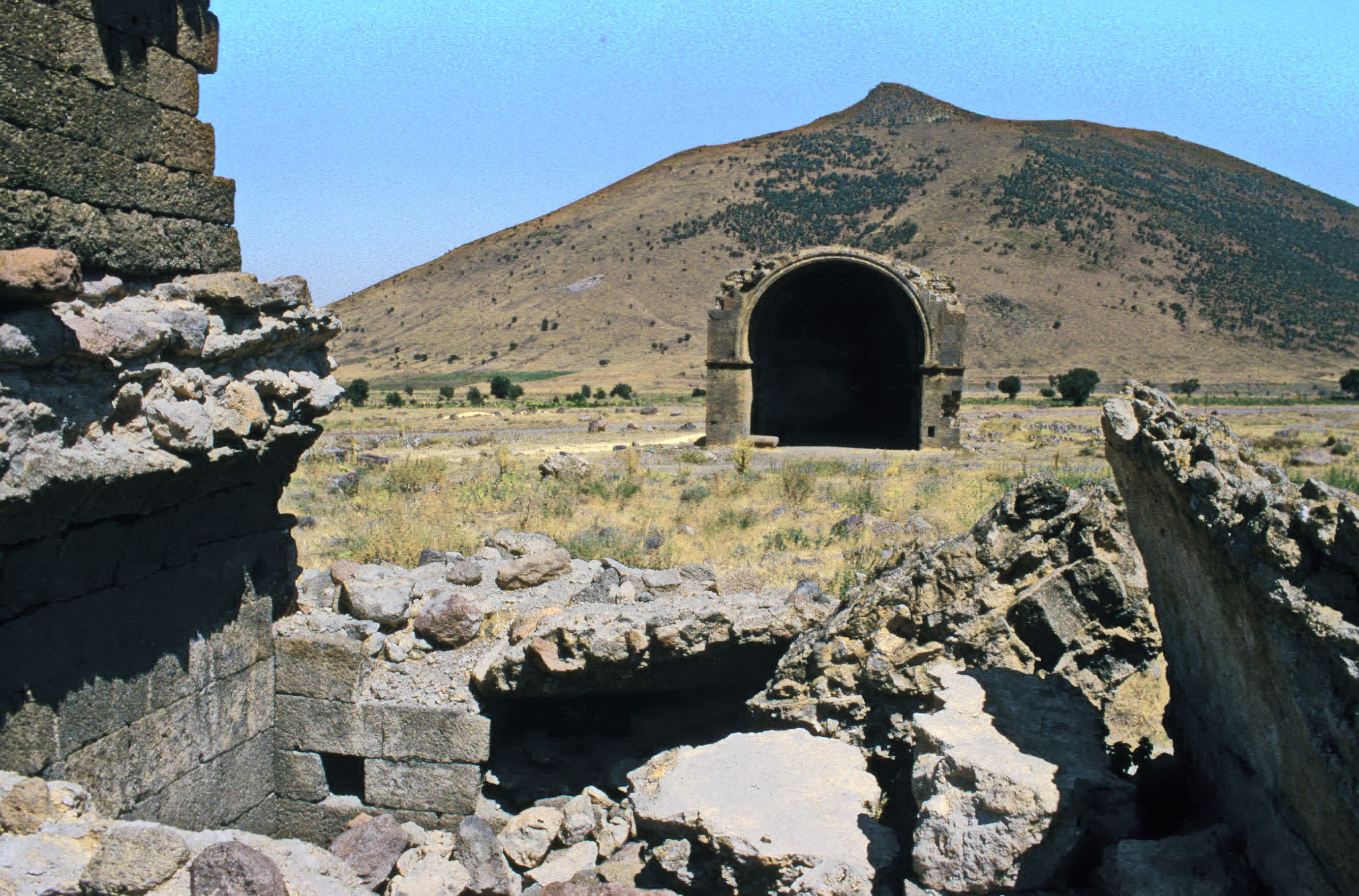
Blick über eine Kirchenruine bei Madenşehir hinweg auf den Göztepe, einen der Parasitärvulkane des Karadağ. Deutlich erkennbar sind die Eichen-Restwälder auf der Nordseite des Berges.

Die Waldreste des Karadağ beginnen an den Südhängen des Berges etwa ab 1300 m und steigen an den Nordhängen des Göztepe (1502 m) auf 1150 m. Sie konzentrieren sich auf den Bozdağ (Başdağ) (2014 m), Gökseki Tepesi (2222 m), Mahalıç Tepesi (2288 m), Şimşirlik Tepesi (2094 m), Yapılı Tepesi (1898 m) östlich von Uluçukur, Kartallık Tepesi (1736 m) und Değle Dağı (1617 m) bis zum Yassı Tepesi im Norden (1452 m) und Göztepe (1502 m). Eichenwaldreste sind vor allem in den Tälern noch Fülle, wobei andere Baum- und Straucharten sowie Steppenspezies mit ihnen vermischt sind.
Die dominierende Waldart im Karadağ ist die Eiche (Quercus). Verschiedene Arten dieser Gattung wie Flaumeiche (Quercus pubescens), Zerreiche (Quercus cerris), Aleppo-Eiche (Färber-Eiche, Quercus infectoria), Mazedonische Eiche (Quercus trojana) und Kasnakeiche (Quercus vulcanica) bilden Gemeinschaften. Die auffälligste Art ist zweifellos die Kasnakeiche, die zum ersten Mal am Karadağ botanologisch gesammelt und bestimmt wurde. Von Kasnak-Eichen dominierte Gemeinschaften zusammen mit Flaum- und Färbereichen konzentrieren sich nördlich und östlich des Başdağ Tepesi. Weiter nördlich wachsen reine Kasnak-Eichenbestände um den Mahalıç Tepesi bis über 2000 m Höhe und bilden Gruppen entlang des Mahalıç-Çayı-Tals bis hinunter auf 1700 m. Kasnak-Eichen breiten sich auch im Ballık-Deresi-Tal an den Osthängen des Başdağ Tepesi und an den Südhängen des Gökseki Tepesi (2222 m) aus. Das dominierende Element der Eichenreste rund um den Değle Dağı ist die mazedonische Eiche (Quercus trojana). In Höhen von 1500 bis 1600 Metern sind mazedonische Eichen über ziemlich große Gebiete verteilt, obwohl sie sich manchmal mit Färbereiche und Flaumeiche mischen. An den Süd- und Osthängen des Kartallık Tepesi und des Sızak Tepesi östlich von der Uluçukur-Caldera stechen Gemeinschaften hervor, die von Flaumeiche dominiert werden. Der Lebensraum der Kasnak-Eiche kann in trockenen, halbtrockenen und feuchten Umgebungen liegen, was für weite Regionen des Karadağ zutrifft. Die Eichenwaldfläche des Karadağ umfasst eine Fläche von 41,35 km². Bei einem Brand 2011 oberhalb von Demiryurt wurden etwa 60 bis 70 Hektar Gras und Buschland sowie 3 Hektar degradierte Eiche beschädigt.

### Strauch- und Buschvegetation
Als Strauchvegetation kommen Pflanzengemeinschaften von Gerber-Sumach (Rhus coriaria) und Terebinthe (Pistacia terebinthus ssp. palaestina) vor. Die buschförmige Pflanzengruppe des Gerber-Sumachs ist in einer dichten Gemeinschaft auf 1750–1900 m Höhe im östlichen Teil des Yellibel Tepesi (2243 m) und in tieferen Lagen verbreitet, umfasst allerdings eine nicht zu große Fläche, da sich in der dortigen Steppenwald-Übergangszone einige Arten anderer Pflanzengemeinschaften eingenistet haben: Die ebenfalls buschförmige Pflanzengruppe der Terebinthe (Pistacia terebinthus ssp. Palaestina) breitete sich zwischen 1730 und 1900 m Höhe im Süden des Karamangediği Tepesi (2000 m) aus. Strauchformationen haben um den und im Karadağ insgesamt ein geringeres Verbreitungsgebiet als Steppen- und Waldvegetation.